# Schiedea verticillata
Schiedea verticillata är en nejlikväxtart som beskrevs av Forest Brown. Schiedea verticillata ingår i släktet Schiedea och familjen nejlikväxter. Inga underarter finns listade i Catalogue of Life.

## Bildgalleri

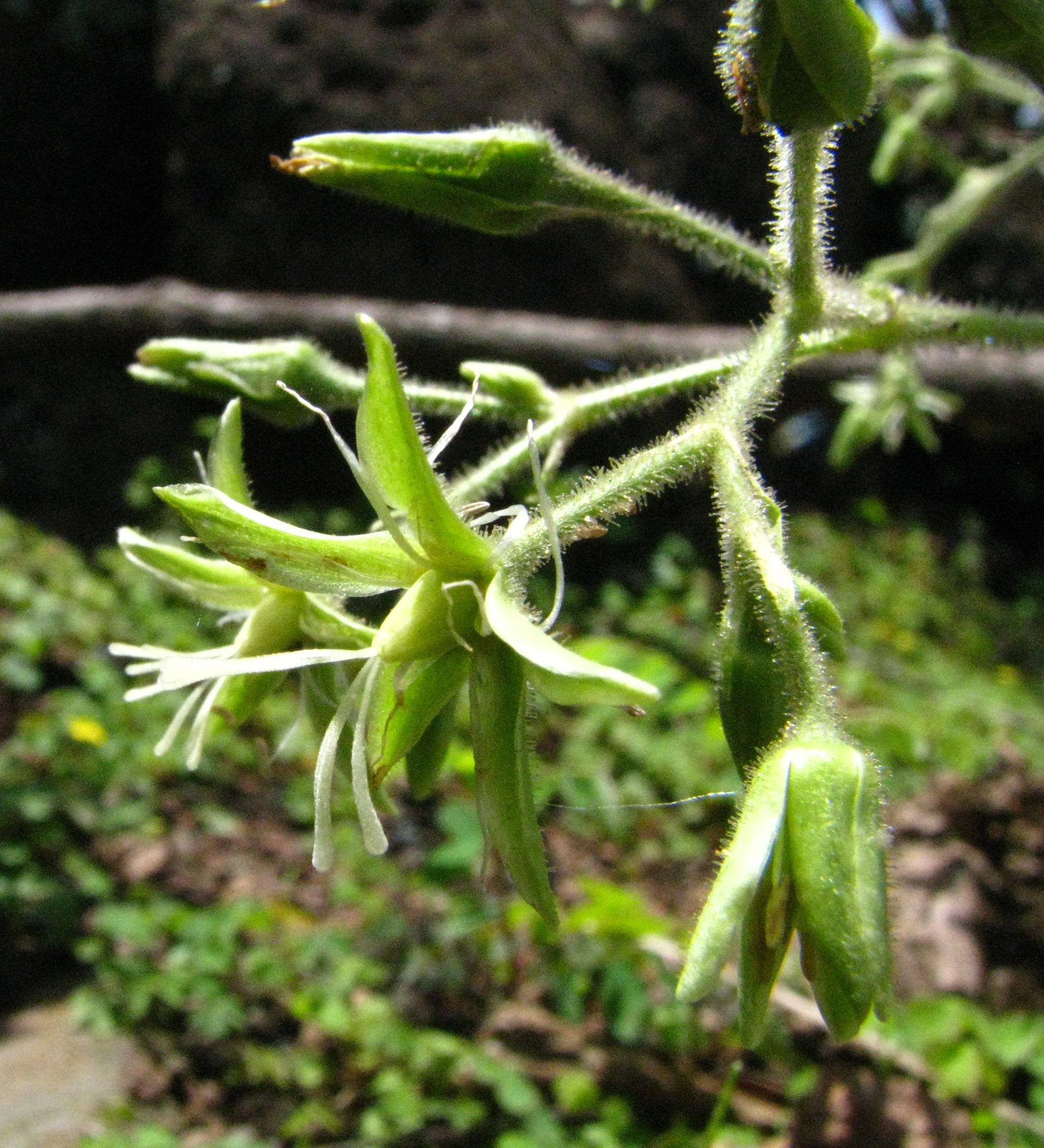
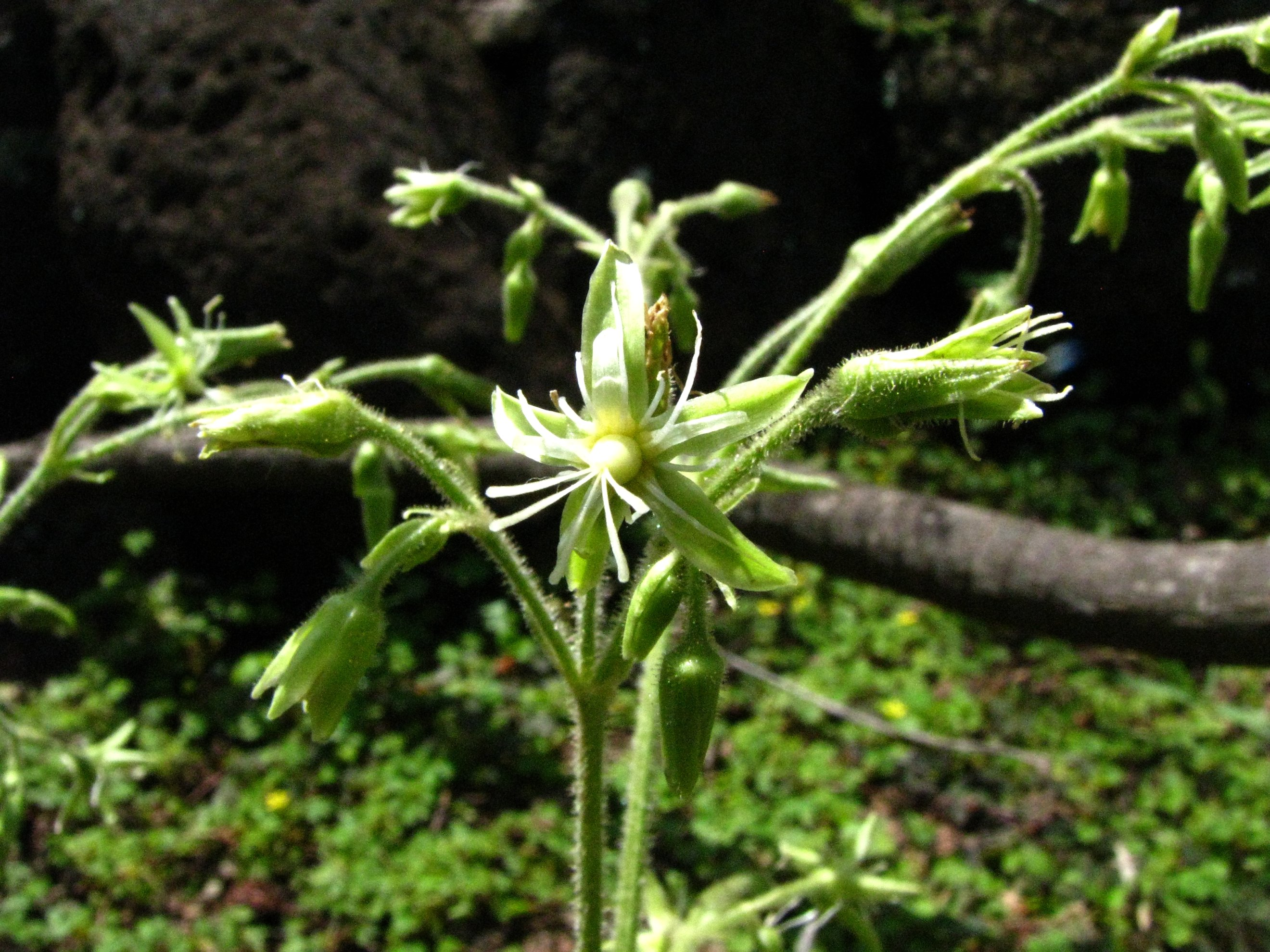
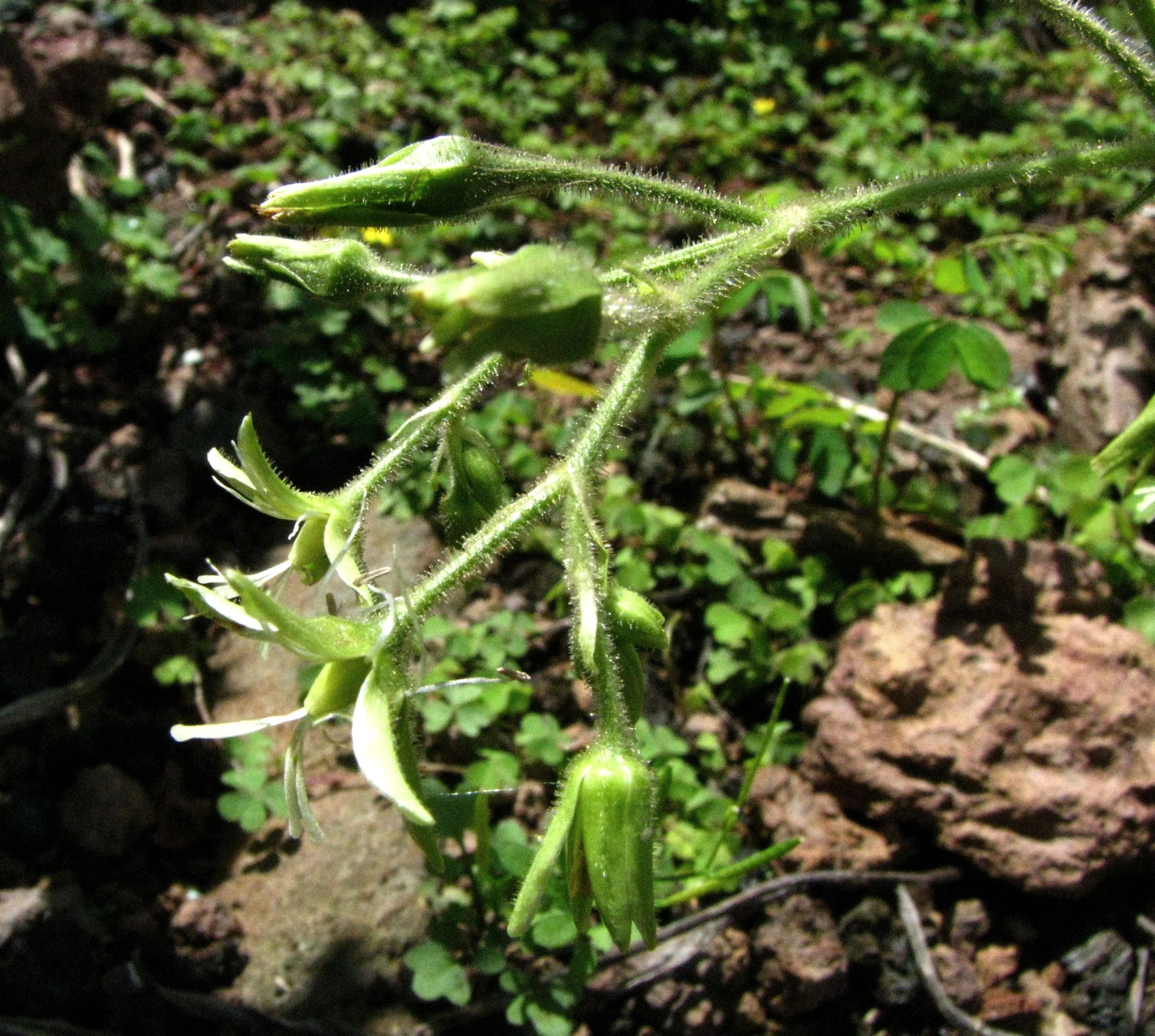